# Rakovička buna
Rakovička buna (u novije doba Rakovički ustanak) ↓1 bio je oružani ustanak protiv Austro-Ugarske na području Rakovice pod vodstvom Eugena Kvaternika s ciljem stvaranja nezavisne hrvatske države.
Ustanak je započeo uvečer 7. listopada 1871. godine u selu Broćancu. Sljedećega dana proširio se i na Rakovicu te nekoliko okolnih sela. Kao cilj ustanka u proglasu je navedeno oslobođenje hrvatskoga naroda »ispod švabsko-madžarskoga gospodstva«. Ustanak je vojno poduprlo nekoliko stotina krajišnika, čiji je cilj bio sjedinjenje s drugim nezadovoljnim krajiškim postrojbama. Dana 10. listopada 1871. godine austrijske jedinice opkolile su ustanike kraj Plaškoga. Vođe ustanka, Eugen Kvaternik, Vjekoslav Bach, Antun Rakijaš, i većina pobunjenih krajišnika ubijeni su, a na neko vrijeme prestala je djelatnost Stranke prava. Iako nije sudjelovao u ustanku, predsjednik Stranke prava Ante Starčević bio je zatvoren.

## Uzroci
U ozračju nezadovoljstva koje je nastalo u Hrvatskoj i Slavoniji nakon sklapanja Hrvatsko-ugarske nagodbe (1868.) dolazi do okupljanja dijela pripadnika Stranke prava oko ideje pobune protiv vlasti Beča i Budimpešte, ali i protiv banovanja unionista Levina Raucha.
Ustanku su prethodile mnoge promjene i krize unutar Stranke prava. Eugen Kvaternik već se duže vrijeme želio vratiti u Sabor. Međutim, on više nije imao pokrovitelja koji bi mu pomogli u toj nakani (što je nekoć činio ban Levin Rauch), a s druge mu strane Bedekovićev režim nije dozvoljavao probitak.[nedostaje izvor] Ante Starčević, koji je imao tu povlasticu, i sam je priznavao kako je Kvaternikov izbor u Sabor važniji od njegova. Kvaternik ipak preko Ede Halpera, koji je svoje mjesto prepustio, dobiva tu mogućnost, ali zbog protivljenja Katoličke Crkve to nije ostvareno. Nadao se da će ga Bog koji »ravna sudbinom ne toliko ili samo ljudih, koliko odlično i prije svega narodah« dovesti u skup »razbojnikah«, tj. u Sabor. Neposredno prije Rakovice pisao je Halperu da sada razumije zašto nije bila Božja volja da dođe u Sabor.
Potkraj 1870. i početkom 1871. godine došlo je do velikih razlika unutar stranke koje su gotovo dovele do rascjepa. Osnovni razlog sukoba bilo je pitanje vjere, no to je kompromisom izglađeno. Previranja u Vojnoj krajini, s obzirom na početak procesa razvojačenja i priključenja Hrvatskoj, probudilo je u njega nadu kako će ga krajiški puk slijediti u borbi za slobodu, a protiv »švabsko-madžarskoga gospodstva«. Tada su, međutim, krajiški seljaci više zazirali od Mađara no od Austrije, jer su se plašili uvođenja novih poreza. Usto, stanovnici toga kraja bili su uznemireni zbog mjerenja zemljišnih posjeda za katastar i krčenja šuma. Kvaternik je tako stekao dojam kako je to pravi kraj za ustanak koji bi se mogao proširiti i ugroziti Monarhiju zbog njezine unutarnje nestabilnosti. Uz Kvaternika, glavni nositelji ustanka bili su: Ante Rakijaš (uz Kvaternika već od 1864.), Vjekoslav Bach (pravnik i odgovorni urednik pravaškoga glasila Hervatska), Petar Vrdoljak (glavni ustanički agitator u Rakovici), braća Čuići iz Broćanca i Ante Turkalj (općinski bilježnik u Rakovici). Nakana je bila, ako ustanak uspije formirati vladu pravaša na čelu sa Starčevićem, a ako ustanak pretrpi poraz trebali su stradati samo oni i tako sačuvati stranku.

## Tijek bune
Ustanak je počeo tri dana ranije od dogovorenoga, uvečer 7. listopada 1871. godine, kada su Eugen Kvaternik, Ante Rakijaš i Rudolf Fabijani iz Karlovca došli u Broćanac, gdje je bila osnovana Privremena narodna hrvatska vlada. Privremena narodna hrvatska vlada na čelu s Kvaternikom, koji je bio imenovan regentom, formirana je u Čuićevoj kući. Na sjednici kojom je predsjedavao Eugen Kvaternik imenovani su ministri: Petar Vrdoljak za ministra unutarnjih poslova, Ante Rakijaš za ministra rata, Vjekoslav Bach za ministra financija, Rade Čuić ↓2 imenovan je za zapovjednika ustaničke vojske, a Ante Turkalj imenovan je za Velikog župana u Ogulinu.

Sutradan, 8. listopada 1871. godine, Kvaternik je s 200 naoružanih graničara i razvijenom hrvatskom zastavom krenuo prema Rakovici, koja je bila određena za sjedište vlade. Uz ustanak odmah su pristala sela: Rakovica, Broćanac, Brezovac, Mašvina, Plavča Draga i Močila. U ustanku sudjelovali su i pravoslavci iz navedenih mjesta. U tada donesenom proglasu[Ima li tekst?] predviđena je jednakost pred zakonom, potpuna općinska samouprava, ukidanje vojničke uprave u Krajini i uvođenje slobodnih županija, te da svećenici obiju vjeroispovijedi »imadu narod poučiti u ljubavi i slozi«.
»‘Proglas’ narodne hrvatske vlade od istoga dana, upravljen na sve ‘izvanjske povjerenike narodne vlade’, koji su imali narodu objasniti i objaviti ova ‘načela, koja ravnaju narodnim vlastima, pozvavši narod prije svega na dužnu poslušnost’. Ta ‘načela’ glase:
1. Sve žive sile naroda upravljene su na oslobođenje naroda ispod švabsko-madžarskoga gospodstva.
2. Jednakost pred zakonom.
3. Pravedno sudstvo.
4. Općina odgovara za sigurnost osoba i imetka; ona si sama obavlja poslove svoje administracije i sudovanja.
5. Svatko mora primiti povjerenu mu službu.
6. Sudovanja nema za vrijeme narodnoga ustanka, a izdat će se naknadno posebne naredbe o obstojećem zakonu za vrijeme ustanka.
7. Ukidaju se regimente i uvađaju slobodne županije.
8. Svećenici obih vjeroispovijedanja imadu narod poučiti u ljubavi i slozi kršćanskoj.«[8]

Istoga dana u Drežnik su upućeni Ante Rakijaš i Rade Čuić s 300 vojnika kako bi ga pridobili za ustanak, ali su se neobavljena posla vratili u Rakovicu.
Dana 9. listopada odatle su ustanici na čelu s Kvaternikom krenuli u Plaški, prenoćivši u Plavčoj drazi. Stigavši tamo u utorak 10. listopada oko podneva nisu naišli ni na kakvi vojnički otpor. Tada je reagirala austrijska vojska, pa se na samu dojavu o dolasku ogulinske regimente većina od 1700 vojnika razbježala, te je uz Kvaternika ostalo nešto više od 400 momaka. Kvaternik se nakon toga odlučio vratiti natrag s onima koji su još ostali uz njega, a utaborili su se i prenoćili u Ljupči planini, nedaleko od sela Močila.
Međutim, dok su ustanici bili u Plaškom, major otočke regimente Ratković ušao je s vojskom u Rakovicu 10. listopada. Izdajica Miloš Kosanović tada javlja majoru Rašiću sljedeće:
Dana 11. listopada Kvaternik, Bach i Rakijaš ubijeni su u zasjedi koju su im postavili Miloš Kosanović i Maksim Momčilović zajedno s tridesetak ostalih izdajnika iz ustaničkih redova, a u dosluhu s c. kr. majorom Stankom Rašićem. Bili su na putu iz Plaškoga prijeko Ljupča klanca i Močila kada su se toga dana u zoru ostatci ustanika uputili prema granici kako bi prebjegli u Osmansko Carstvo. Rade Čuić uspio je pobjeći prvo u Bosnu, a zatim u Srbiju.
Tijela ubijenih Kvaternika, Bacha i Rakijaša na mjestu ubojstva opljačkana su, a potom bačena u jarak pokraj ceste. Nakon neke dobi njihova tijela prevezena su u Rakovicu i zakopana u zajedničku grobnicu pokraj ceste što vodi za Drežnik gdje su ostali u neobilježenome grobu 50 godina. Godine 1921., o pedesetoj obljetnici Rakovičkoga ustanka, u organizaciji Družbe »Braća hrvatskoga zmaja«, posmrtni ostatci Eugena Kvaternika i njegovih suboraca Ante Rakijaša i Vjekoslava Bacha preneseni su u Zagrebačku katedralu i pokopani uz Petra Zrinskoga i Frana Krstu Frankopana.

## Posljedice
Čim je buna ugušena, vlasti su krenule u hvatanje ostalih ustanika. Odmah ih je uhićeno devedeset i osam. Četvrti dan sedmorica su osuđena na smrt vješanjem »zbog zločinstva pobune«. To su bili Petar Ugarković (graničar pješak), Petar Čuić (regrut), Marko Milošević (graničar), Janko Čuić (graničar), Ilija Šaša (graničar), Jozo Stergar (regrut) i Petar Tepavac (graničar). Budući da nije bilo krvnika koji bi izvršio tu zadaću, svi su istoga dana strijeljani. Tri dana kasnije osuđeni su na smrt Lazo Čuić (graničar), Filip Milanović (podbaša), Petar Došen (graničar) i Miladin Šaša (regrut). Svi su strijeljani izuzev posljednjega, koji je pomilovan na osamnaest godina teške tamnice. Uhićeni su, također, Petar Vrdoljak (kasnije osuđen na 12 godina teške tamnice, s time da kroz mjesece travanj i listopad bude do kraja robijanja zatvoren u samici), Rudolf Fabijani (proglašen nekrivim – oslobođen) i Ante Turkalj te graničari Milovan Miljković (14 godina teške tamnice), Maksim Čuić (8 godina teške tamnice), Lazo Šaša (4 godine teške tamnice), Mihael Bosnić (proglašen nekrivim – oslobođen), Petar Vojnović (proglašen nekrivim – oslobođen), Mihajlo Manojlović (proglašen nekrivim – oslobođen) i Stjepan Đaković (proglašen nekrivim – oslobođen).
Uhićivanja nisu prestajala te su između 12. i 13. listopada uhićeni gotovo svi stanovnici Zagreba koji su nosili prezime Starčević. Uhićeni su Antun Starčević, njegov sinovac David, Đuro (svršeni preparandist) ↓3 i Antun ml., u to vrijeme još uvijek gimnazijalac. Također, uz njih uhićeni su i pravnik Fran Matasić (urednik posljednjega broja Hervatske), Milan Novak (vježbenik kod Poreznog ureda osumnjičen za pisanje proglasȃ) te književnik Danilo Medić. Oba mlada Starčevića, Milan Novak i Danilo Medić ubrzo su bili pušteni, dok su Antun i David Starčević ostali u istražnome zatvoru nepuna dva i pol mjeseca. Dana 24. prosinca 1871. godine pušteni su i protiv njih bio je obustavljen svaki daljnji postupak. Jedino je Fran Matasić iz te skupine bio je izveden pred sud i osuđen na 7 godina teške tamnice. ↓4

## Spomen
- 1933.: Podignut je spomenik Eugenu Kvaterniku i ustanicima u Rakovici koji je izradio kipar Marijan Matijević.
- 2011.: 8. listopada, na mjestu gdje su 50 godina bili zakopani Eugen Kvaternik, Ante Rakijaš i Vjekoslav Bach otkriveno im je spomen-obilježje, a postavili su ga članovi Družba »Braća Hrvatskoga Zmaja«.[20]
- 2012.: 7. listopada, na mjestu gdje je počeo Rakovički ustanak otkriveno je spomen-obilježje.[21]